# Finał Pucharu Polski w piłce nożnej 1969
Finał Pucharu Polski w piłce nożnej 1969 – mecz piłkarski kończący rozgrywki Pucharu Polski 1968/1969 oraz mający na celu wyłonienie triumfatora tych rozgrywek, który został rozegrany 28 maja 1969 roku na stadionie ŁKS-u Łódź w Łodzi, pomiędzy Górnikiem Zabrze a Legią Warszawa. Trofeum po raz 3. wywalczył Górnik Zabrze, który uzyskał tym samym prawo gry w Pucharze Zdobywców Pucharów 1969/1970.

## Droga do finału
| Górnik Zabrze | Górnik Zabrze    | Górnik Zabrze | Runda       | Legia Warszawa | Legia Warszawa     | Legia Warszawa |
| Data          | Przeciwnik       | Wynik         | Runda       | Data           | Przeciwnik         | Wynik          |
| ------------- | ---------------- | ------------- | ----------- | -------------- | ------------------ | -------------- |
| 03.11.1968    | Cracovia         | 3:2           | 1/16 finału | 03.11.1968     | Warta Poznań       | 5:1            |
| 24.11.1968    | Olimpia Poznań   | 2:1           | 1/8 finału  | 02.03.1969     | Silesia Miechowice | 4:0            |
| 05.04.1969    | Szombierki Bytom | 3:3           | Ćwierćfinał | 05.04.1969     | Arkonia Szczecin   | 0:0            |
| 07.04.1969    | Szombierki Bytom | 2:0           | Ćwierćfinał | 07.04.1969     | Arkonia Szczecin   | 3:2            |
| 23.04.1969    | Gwardia Warszawa | 1:1           | Półfinał    | 23.04.1969     | Unia Tarnów        | 2:1            |
| 14.05.1969    | Gwardia Warszawa | 2:0           | Półfinał    | 14.05.1969     | Unia Tarnów        | 2:1            |

## Tło
W finale rozgrywek zmierzyli się ze sobą Górnik Zabrze i Legia Warszawa.

## Mecz

### Przebieg meczu
Mecz odbył się 28 maja 1969 roku na stadionie ŁKS-u Łódź w Łodzi. Sędzia głównym spotkania był Włodzimierz Karolak. Już w 3. minucie zawodnik Górnika Zabrze, Adam Deja oddaje strzał na bramkę drużyny przeciwnej, jednak piłka mija słupek. W 6. minucie zawodnik drużyny Wojskowych, Antoni Trzaskowski z centry podaje do Zygfryda Blauta, jednak bramkarz drużyny przeciwnej, Hubert Kostka broni strzał. W 12. minucie okazje do zdobycia gola z ostrego kąta ma zawodnik Górnika Zabrze, Zygfryd Szołtysik, jednak bramkarz drużyny Wojskowych Władysław Grotyński broni jego strzały. W 16. minucie zawodnik drużyny Wojskowych, Robert Gadocha miał okazję na zdobycie gola, jednak piłka mija tuż obok słupka. W 17. minucie zawodnik Górnika Zabrze, Rainer Kuchta wykonuje rzut wolny, po czym Włodzimierz Lubański niepilnowany przez stoperów drużyny Wojskowych z kilku metrów zdobywa gola na 1:0 dla Górnika Zabrze. W 21. minucie Górnik Zabrze po rajdzie Zygfryda Szołtysika oraz strzale Alojzego Deji mógł podwyższyć prowadzenie na 2:0, jednak piłka trafia w słupek. W 28. minucie zawodnik drużyny Wojskowych, Robert Gadocha, po szybkim rajdzie mógł zdobyć wyrównującego gola, jednak jego strzał w dolny róg efektownie broni Hubert Kostka, a następnie strzał z woleja zawodnika Górnika Zabrze, Erwina Wilczka broni Władysław Grotyński.
W 67. minucie Włodzimierz Lubański po dośrodkowaniu Jerzego Musiałka mógł podwyższyć wynik na 2:0, jednak piłka przenosi się nad poprzeczką. W 76. minucie Hubert Kostka broni strzały Roberta Gadochy i Zygfryda Blauta z główki. W 77. minucie Włodzimierz Lubański po wyrzucie piłki z autu podaje do Zygfryda Szołtysika, który efektownym zwodem ucieka zawodnikom drużyny przeciwnej i podaje niepilnowanemu Erwinowi Wilczkowi, który celnym strzałem w górny róg podwyższa wynik na 2:0. W 87. minucie Zygfryd Szołtysik oddaje płaski celny strzał z 10 metrów, jednak strzał broni Władysław Grotyński i wynik nie ulega zmianie.

### Szczegóły meczu
| 28 maja 1969 17:00 | Górnik Zabrze · Lubański 17' · Wilczek 77' | 1:02:0Raport | Legia Warszawa | Stadion ŁKS-u Łódź, Łódź Widzów: 40 000 Sędzia: Włodzimierz Karolak (Łódź) |
|                    |                                            |              |                |                                                                            |

| Górnik Zabrze |  |                      |  |     |
|               |  |                      |  |     |
|               |  |                      |  |     |
| BR            |  | Hubert Kostka        |  |     |
| OB            |  | Rainer Kuchta        |  |     |
| OB            |  | Stanisław Oślizło    |  |     |
| OB            |  | Henryk Latocha       |  |     |
| OB            |  | Karol Kapciński      |  |     |
| PO            |  | Alojzy Deja          |  | 49' |
| PO            |  | Erwin Wilczek        |  |     |
| PO            |  | Alfred Olek          |  |     |
| PO            |  | Zygfryd Szołtysik    |  |     |
| NA            |  | Włodzimierz Lubański |  |     |
| NA            |  | Hubert Skowronek     |  |     |
| Rezerwowi:    |  |                      |  |     |
| NA            |  | Jerzy Musiałek       |  | 49' |
| Trener:       |  |                      |  |     |
| Géza Kalocsay |  |                      |  |     |

| Legia Warszawa   |  |                      |  |     |
|                  |  |                      |  |     |
| BR               |  | Władysław Grotyński  |  |     |
| OB               |  | Antoni Trzaskowski   |  |     |
| OB               |  | Feliks Niedziółka    |  |     |
| OB               |  | Andrzej Zygmunt      |  |     |
| OB               |  | Władysław Stachurski |  |     |
| PO               |  | Zygfryd Blaut        |  | 65' |
| PO               |  | Kazimierz Deyna      |  |     |
| PO               |  | Jan Pieszko          |  |     |
| PO               |  | Bernard Blaut        |  |     |
| NA               |  | Lucjan Brychczy      |  |     |
| NA               |  | Robert Gadocha       |  |     |
| Rezerwowi:       |  |                      |  |     |
| PO               |  | Janusz Żmijewski     |  | 65' |
| Trener:          |  |                      |  |     |
| Jaroslav Vejvoda |  |                      |  |     |

| Puchar Polski w piłce nożnej 1968/1969 Zwycięzcy |
| ------------------------------------------------ |
| Górnik Zabrze 3. Tytuł                           |

## Po meczu
Triumfatorem rozgrywek został po raz drugi z rzędu Górnik Zabrze. Chwilę po zakończeniu meczu członek Biura Politycznego, Ignacy Loga-Sowiński wręczył kapitanowi, Włodzimierzowi Lubańskiemu okazałe trofeum.